# XHARO-FM
XHARO-FM es una estación radiofónica comunitaria originaria de Ciudad Nezahualcóyotl, Estado de México. Transmite en los 104.5 MHz de la banda de Frecuencia Modulada . El nombre comercial de la estación es Radio Relax 104.5. Es miembro de AMARC México. y Radio ARO.

## Historia
La estación inició transmisiones en marzo del 2010, esto luego de solicitar un permiso en 2008, convirtiéndose así en la primera radiodifusora originaria de Nezahualcóyotl. Entre los programas que se encuentran en la estación destacan las noticias, música, ciencia, comunicación, entretenimiento general y tecnología. 